# Versailles
Versailles er hovedby i departementet Yvelines i regionen Île-de-France. Byen ligger ca. 25 kilometer uden for Paris og er mest kendt for Château de Versailles, bygget af Ludvig 14. (Solkongen).

## Uddannelse
- Institut supérieur international du parfum, de la cosmétique et de l'aromatique alimentaire
- Université de Versailles-Saint-Quentin-en-Yvelines

## Ekstern henvisning
- Wikimedia Commons har flere filer relateret til Versailles
- Château de Versailles Arkiveret 27. april 2006 hos  Wayback Machine (på fransk og engelsk)
- Læs mere om Versailles slottet Arkiveret 8. marts 2016 hos  Wayback Machine (på dansk)